# Фестиваль Fantasporto 1988 года
Фестиваль фантастических фильмов «Fantasporto» (порт. VIII Festival Internacional de Cinema Fantástico - Mostra de Cinema Fantástico) проходил с 12 по 21 февраля 1988 года в городе Порту (Португалия).

## Лауреаты конкурса полнометражных лент
- Лучший фильм — Китайская история призраков (Sien nui yau wan), Гонконг, 1987, режиссёр Сью Туньчин
- Лучший режиссёр — Джек Шолдер за фильм «Скрытый враг» (Hidden, The), США, 1987
- Лучший актёр — Джим ван дер Воуде в фильме « Стрелочник» (Wisselwachter, De), Нидерланды , 1986, режиссёр Йос Стеллинг
- Лучшая актриса — Шарлотта Рэмплинг за роль в фильме «Макияж смерти» (Mascara), Бельгия, Нидерланды, Франция, 1987, режиссёр Патрик Конрад
- Лучший сценарий — Майкл Готлиб за сценарий к фильму «Манекен» (Mannequin), США, 1987, режиссёр Майкл Готлиб
- Лучшие спецэффекты — «Владыка вселенной» (Masters of the Universe), США, режиссёр Гари Годдард
- Приз критики — «Восставший из ада» (Hellraiser), США, 1987, режиссёр Клайв Баркер
- Специальное упоминание критики — «Кошмар на улице Вязов 3: Воины сна» (A Nightmare on Elm Street 3: Dream Warriors), США, 1987, режиссёр Чак Рассел
- Специальный приз жюри — «Кин-дза-дза!», СССР, 1986, режиссёр Георгий Данелия
- Приз зрителей — «Стрелочник» (Wisselwachter, De), Нидерланды , 1986, режиссёр Йос Стеллинг